# Episodi di The Blacklist (sesta stagione)
La sesta stagione della serie televisiva The Blacklist, composta da 22 episodi, è stata trasmessa in prima visione assoluta negli Stati Uniti da NBC dal 3 gennaio al 17 maggio 2019.
In Italia la stagione è andata in onda su Fox Crime dal 1º febbraio al 14 giugno 2019. In chiaro, viene
trasmessa su Rai 2 dal 3 agosto 2020.
| nº | Titolo originale                      | Titolo italiano                        | Prima TV USA     | Prima TV Italia  |
| -- | ------------------------------------- | -------------------------------------- | ---------------- | ---------------- |
| 1  | Dr. Hans Koehler (No. 33)             | Dr. Hans Koehler (nº 33)               | 3 gennaio 2019   | 1º febbraio 2019 |
| 2  | The Corsican (No. 20)                 | The Corsican (nº 20)                   | 4 gennaio 2019   | 8 febbraio 2019  |
| 3  | The Pharmacist (No. 124)              | The Pharmacist (nº 124)                | 11 gennaio 2019  | 15 febbraio 2019 |
| 4  | The Pawnbrokers (No. 146/147)         | The Pawnbrokers (nº 146/147)           | 18 gennaio 2019  | 22 febbraio 2019 |
| 5  | Alter Ego (No. 131)                   | Alter Ego (nº 131)                     | 1º febbraio 2019 | 1º marzo 2019    |
| 6  | The Ethicist (No. 91)                 | The Ethicist (nº 91)                   | 8 febbraio 2019  | 8 marzo 2019     |
| 7  | General Shiro (No. 116)               | Il generale Shiro (nº 116)             | 15 febbraio 2019 | 15 marzo 2019    |
| 8  | Marko Jankowics (No. 58)              | Marko Jankowics (nº 58)                | 22 febbraio 2019 | 22 marzo 2019    |
| 9  | Minister D (No. 99)                   | Ministro D (nº 99)                     | 22 febbraio 2019 | 22 marzo 2019    |
| 10 | The Cryptobanker (No. 160)            | The Cryptobanker (nº 160)              | 8 marzo 2019     | 29 marzo 2019    |
| 11 | Bastien Moreau (No. 20)               | Bastien Moreau (nº 20)                 | 15 marzo 2019    | 29 marzo 2019    |
| 12 | Bastien Moreau: Conclusion (No. 20)   | Bastien Moreau (nº 20): conclusione    | 22 marzo 2019    | 5 aprile 2019    |
| 13 | Robert Vesco (No. 9)                  | Robert Vesco (nº 9)                    | 29 marzo 2019    | 12 aprile 2019   |
| 14 | The Osterman Umbrella Company (No. 6) | The Osterman Umbrella Company (nº 6)   | 29 marzo 2019    | 19 aprile 2019   |
| 15 | Olivia Olson (No. 115)                | Olivia Olson (nº 115)                  | 5 aprile 2019    | 26 aprile 2019   |
| 16 | Lady Luck (No. 69)                    | Lady Luck (nº 69)                      | 12 aprile 2019   | 3 maggio 2019    |
| 17 | The Third Estate (No. 136)            | Il terzo stato (nº 136)                | 19 aprile 2019   | 10 maggio 2019   |
| 18 | The Brockton College Killer (No. 92)  | Il killer del Brockton College (nº 92) | 26 aprile 2019   | 17 maggio 2019   |
| 19 | Rassvet                               | Rassvet                                | 26 aprile 2019   | 24 maggio 2019   |
| 20 | Guillermo Rizal (No. 128)             | Guillermo Rizal (nº 128)               | 3 maggio 2019    | 31 maggio 2019   |
| 21 | Anna McMahon (No. 60)                 | Anna McMahon (nº 60)                   | 10 maggio 2019   | 7 giugno 2019    |
| 22 | Robert Diaz (No. 15)                  | Robert Diaz (nº 15)                    | 17 maggio 2019   | 14 giugno 2019   |

## Dr. Hans Koehler (nº 33)
- Titolo originale: Dr. Hans Koehler (No. 33)
- Diretto da: Bill Roe
- Scritto da: Jon Bokenkamp e John Eisendrath

### Trama
Red informa la Task force che il dottor Hans Koehler, un chirurgo plastico responsabile di aver cambiato i connotati a molti criminali, è ricomparso. Red sfrutta il lavoro della Task Force per localizzare l'uomo e lo raggiunge per primo, ma lo trova ferito a morte dal suo ultimo paziente che gli ha sparato per tenere nascosta la sua vera identità. Prima di spirare però rivela a Red dove trovare la lista dei suoi pazienti, che Red recupera e fornisce a Liz ma senza i dati che lo riguardano personalmente: anche lui infatti ha usufruito in passato dei suoi servizi. La Task Force identifica il paziente come Bastien Moreau, un assassino chiamato il Corso, che però riesce a sfuggire alla cattura. Nel frattempo Liz e Jennifer, la figlia di Reddington scoperta nella stagione precedente, si recano nel luogo ove si trovava la casa che andò a fuoco nella notte in cui Liz bambina sparò a suo padre. Contattano lo sceriffo locale dell'epoca per trovare informazioni sul falso Reddington. Liz però tiene nascosto a Red di avere scoperto la verità su di lui. Intanto Samar ha recuperato ed è tornata al lavoro.
- Ascolti USA: telespettatori 4 150 000 – rating/share 18-49 anni 0,9/4[4]

## The Corsican (nº 20)
- Titolo originale: The Corsican (No. 20)
- Diretto da: Kurt Kuenne
- Scritto da: Jon Bokenkamp e John Eisendrath

### Trama
La Task Force continua a dare la caccia a Bastien Moreau, che è stato assunto da una donna sconosciuta. Moreau ha fatto modificare il suo volto per assomigliare a un corriere diplomatico turco al quale si sostituisce dopo averlo ucciso, per piazzare una bomba nella sede delle Nazioni Unite. Nel frattempo Liz e Jennifer esaminano i file dei pazienti del dottor Koehler per trovare indizi su Red. Moreau riesce ad introdurre la bomba nell'edificio delle Nazioni Unite, ma la Task Force interviene e la bomba viene disinnescata dallo stesso uomo che l'aveva prodotta, condotto sul posto da Red. Il Corso però riesce a fuggire. Successivamente, Reddington viene arrestato in maniera apparentemente casuale per strada a New York, dopo 30 anni di latitanza. Panabaker respinge la richiesta di Cooper di intervenire, ricordando che il Governo non avrebbe mai ammesso l'accordo con Reddington. Mentre il Procuratore di New York promette di battersi per ottenere la massima condanna possibile, pena di morte inclusa, Elizabeth fa visita al prigioniero Reddington e questi le chiede di scoprire chi lo ha tradito, perché è convinto che l'arresto non sia stato casuale. In realtà è stata la stessa Liz, d'accordo con Jennifer, a fare la soffiata.

## The Pharmacist (nº 124)
- Titolo originale: The Pharmacist (No. 124)
- Diretto da: Daniel Willis
- Scritto da: Lukas Reiter

### Trama
Reddington si difende dalle accuse rivelando l'esistenza del suo accordo col Governo, e chiama Cooper a testimoniare al riguardo. Questi conferma l'esistenza dell'accordo e il giudice, seppure valutandolo negativamente, ne stabilisce la validità; però l'arma illegale trovata su Reddington al momento dell'arresto potrebbe comportarne l'annullamento. Nel frattempo, la Task Force insegue il dottor Spalding Stark, un bioscienziato che sta sviluppando una cura sperimentale per l'MCDD, una malattia neurologica; in uno degli esperimenti sono morti cinque pazienti. La Task Force scopre che la cura in realtà è efficace, ma che è stata sabotata dal partner di Stark, Ethan Webb, che fingeva di essere stato licenziato da una casa farmaceutica ma che in realtà lavora ancora per suo conto, allo scopo di screditare il lavoro di Stark. La Task Force fa quindi irruzione durante un altro esperimento e cattura sia Webb che Stark. Mentre Red viene trasferito in carcere in attesa dell'udienza relativa alla pistola, Dembe ha un colloquio con Stark nel quale gli ricorda che Reddington ha investito su di lui. Samar nel frattempo mostra disturbi del linguaggio.

## The Pawnbrokers (nº 146/147)
- Titolo originale: The Pawnbrokers (No. 146/147)
- Diretto da: Lin Oeding
- Scritto da: Carla Kettner

### Trama
In prigione, Reddington viene preso di mira da una vecchia conoscenza che minaccia di ucciderlo per vendetta su un'antica questione. Escogita un modo per comunicare con Dembe, e nel frattempo suggerisce alla Task Force di dare la caccia a Delaine e Rod Uhlman (i Pawnbrokers), una coppia che presta denaro a criminali. Un dipendente di un'azienda che lavora con la NSA impegna presso la coppia un hard disk contenente un algoritmo di decrittazione che dovrebbe essere usato contro i cinesi; il ragazzo perde i soldi al gioco e viene eliminato dai due, che cercano poi di rivendere l'oggetto. Samar finge di voler acquistare l'hard disk per conto del Mossad, battendo l'offerta già fatta dai cinesi; questi però, informati da una dipendente infedele della NSA, intercettano lo scambio e portano via l'hard disk. Ressler e Samar riescono appena in tempo a recuperarlo ed arrestare i cinesi mentre stavano per rifugiarsi nell'ambasciata. Nel magazzino dei Pawnbrokers emergono prove che portano all'uscita dal carcere del nemico di Reddington, che appena rimesso in libertà viene fatto uccidere da un altro criminale; Red, che proprio a tale scopo aveva indirizzato l'FBI verso la coppia, riesce così a salvarsi la vita e allo stesso tempo a guadagnarsi il rispetto degli altri carcerati. Intanto Liz e Jennifer scoprono la data in cui Red venne ricoverato dal dottor Koehler per il suo intervento. Samar invece mostra altri disturbi (inverte le cifre cercando di comporre al telefono il 911) e sospetta di soffrire di afasia.

## Alter Ego (nº 131)
- Titolo originale: Alter Ego (No. 131)
- Diretto da: John Terlesky
- Scritto da: Sean Hennen e Lukas Reiter

### Trama
Reddington è preoccupato per l'omicidio di Harris Van Ness, un suo socio in affari che cercava di difenderlo dall'intenzione di altri soci di scaricarlo a seguito del suo arresto. Manda quindi la Task Force a sorvegliare sull'apertura del suo testamento; qui emerge a sorpresa che Van Ness aveva un figlio di cui nessuno, nemmeno il ragazzo stesso, sapeva niente, e che si ritrova improvvisamente unico erede di un'immensa fortuna. Il ragazzo ha una fidanzata che però è in realtà una truffatrice: la donna lavora per Alter Ego, un'agenzia che fornisce ai clienti relazioni fasulle da mostrare in società; costei, insieme ad altri due complici, ha cospirato per impadronirsi della fortuna del ragazzo, facendosi mettere incinta da lui con l'intenzione di ucciderlo poco dopo che aveva ereditato. La Task Force riesce a sventare il piano appena in tempo, e il ragazzo potrà poi difendere Reddington davanti ai suoi soci come avrebbe fatto suo padre.
Nel frattempo, Red davanti al giudice contesta la legittimità della perquisizione che ha portato al ritrovamento della sua pistola e al suo arresto. Il giudice gli nega l'ascolto della registrazione della chiamata che ha dato la soffiata alla polizia e, nonostante la brillante difesa di Red che si rappresenta da solo, stabilisce che la perquisizione era valida, pertanto la pistola sarà ammessa come prova che potrebbe annullare il suo accordo di immunità. Reddington giura a Elizabeth che ascolterà la registrazione e scoprirà chi lo ha tradito. Intanto Samar cerca rimedi ai suoi problemi di afasia e finisce per coinvolgere Aram, pur evitando di raccontargli dei suoi disturbi.

## The Ethicist (nº 91)
- Titolo originale: The Ethicist (No. 91)
- Diretto da: Bill Roe
- Scritto da: Taylor Martin

### Trama
Elizabeth e Jennifer vogliono rintracciare l'uomo che era stato operato dal dottor Koehler nello stesso periodo di Reddington. Per riuscirci, Liz mette la Task Force sulle tracce dell'uomo, fingendo di essere stata imbeccata da Reddington. Si tratta di un serial killer che uccide le persone in base a calcoli economici di convenienza. Elizabeth, ingannando i colleghi, riesce a trovarlo prima di loro, e si fa lasciare il nome dell'infermiera che aveva visto tutti i pazienti, quindi anche Red. Subito dopo l'uomo si suicida per non finire in prigione. Ressler capisce l'inganno di Liz, che gli chiede di fidarsi di lei perché sta agendo per un ottimo motivo; Donald allora, pur combattuto, decide di non rivelare la verità a Cooper. Nel frattempo, Reddington continua a rallentare il suo processo chiedendo che venga fatta su di lui una perizia psichiatrica; alla fine viene certificato come sano di mente, ma il vero motivo della sua manovra era contattare un uomo rinchiuso in un centro di igiene mentale, dal quale riesce ad ottenere un nome, che poi comunica a Dembe attraverso il telefono che questi è riuscito a fargli avere in carcere. Il processo contro Red per tradimento si appresta a iniziare.

## Il generale Shiro (nº 116)
- Titolo originale: General Shiro (No. 116)
- Diretto da: Kurt Kuenne
- Scritto da: Jonathan Shapiro e Lukas Reiter (storia); Jonathan Shapiro (copione)

### Trama
Reddington mette Liz sulle tracce del "Generale Shiro", un uomo che uccide le sue vittime facendo crescere nel loro corpo delle larve di insetti geneticamente modificati che poi li divorano. Si tratta di Jonathan Nikkila, l'inventore di un pesticida che avrebbe dovuto essere usato per combattere la proliferazione di insetti dopo le catastrofi naturali, ma che invece l'azienda per cui lavorava cerca di commercializzare anche per altri usi. Essendo convinto che ciò metterebbe a rischio l'intera esistenza degli insetti e quindi quella del pianeta, Nikkila elimina il capo dell'azienda e altri uomini coinvolti nel processo di autorizzazione alla commercializzazione. Anch'egli però ingerisce la sostanza contenente le larve, e così facendo si toglie la vita. Red, che sperava di ottenere qualcosa da lui, manda Dembe a cercarlo nel suo laboratorio, con l'aiuto di Liz che nell'occasione si confronta con Dembe e gli fa ammettere di essere a conoscenza di tutti i segreti che le vengono nascosti. Reddington intanto continua a cercare di prendere tempo nel suo processo, e prova ad inserire nella giuria almeno un giurato che possa essere a suo favore. Il suo amico Glen Carter sta per esservi ammesso ma si lascia sfuggire qualche parola di troppo e viene escluso.

## Marko Jankowics (nº 58)
- Titolo originale: Marko Jankowics (No. 58)
- Diretto da: Bill Roe
- Scritto da: Lukas Reiter

### Trama
In carcere, Reddington viene incaricato dal direttore di mediare fra due gang rivali, e ne ottiene in cambio dei vantaggi; nel frattempo spedisce Dembe a Londra a recuperare documenti di Nikkila. Intanto Liz e Jennifer decidono di rapire Marguerite Renard, l'infermiera che lavorava per il dottor Koehler al tempo dell'intervento sul falso Reddington. Appena la prelevano però vengono attaccate da due uomini: Elizabeth riesce ad ucciderne uno ma l'altro porta via Jennifer e Marguerite. Questa è la donna di Marko Jankowics, un trafficante di LSD che sfrutta donne come corrieri: le fa apparire incinte impiantando loro dei sacchetti di droga nella pancia. Jennifer si trova quindi al cospetto di Jankowics, che la tortura credendola parte di un'indagine sul suo conto. Elizabeth si rivolge a Ressler e per ottenere il suo aiuto gli rivela il segreto del falso Reddington: Donald le consiglia di chiedere aiuto proprio a Reddington, raccontandogli una storia inventata; Reddington l'aiuta mettendola sulle tracce di Jankowics, ma capisce comunque che Liz ha scoperto tutto e manda Dembe a prelevare Renard prima di lei. Elizabeth e Ressler, tenendo all'oscuro la Task Force, arrivano a Jankowics per liberare Jennifer scambiandola con un carico di droga; lui poi cerca di eliminarli ma rimane ucciso. Quando Liz e Donald arrivano al suo covo a cercare Marguerite, non la trovano perché è già stata prelevata da Dembe, al quale Reddington pare ordinare di ucciderla.

## Ministro D (nº 99)
- Titolo originale: Minister D (No. 99)
- Diretto da: Michael Caracciolo
- Scritto da: Noah Schechter e Jonathan Shapiro

### Trama
Mentre inizia il processo a Reddington, egli mette Liz sulle tracce del "Ministro D", un uomo che ricatta persone intercettando le loro telefonate. Nel suo archivio è infatti presente una registrazione del 1990 in cui si sente Katarina Rostova parlare con Alan Fitch, il defunto capo della Congrega, e ammettere la sua responsabilità nell'incidente che fu imputato a Reddington e per il quale viene accusato di tradimento. Ressler, chiamato a testimoniare, per proteggere le ricerche di Liz finge di ignorare che l'imputato non è il vero Raymond Reddington. A seguito della cattura del Ministro D e del ritrovamento del nastro, Red viene assolto dall'accusa di tradimento. Nel frattempo Dembe ha scoperto che la soffiata che lo ha spedito in prigione è partita da Elizabeth, ma dopo essersi confrontato con lei decide di non rivelarlo a Reddington: una sorta di compensazione alla ragazza per i segreti che Red rifiuta di svelarle. Intanto Samar continua ad avere segnali preoccupanti sulla sua salute.

## The Cryptobanker (nº 160)
- Titolo originale: The Cryptobanker (No. 160)
- Diretto da: Terrence O'Hara
- Scritto da: Kelli Johnson

### Trama
Reddington rivela a Elizabeth di avere scoperto una pericolosa cospirazione e la mette sulle tracce di un uomo conosciuto come il criptobanchiere. Nel frattempo, mentre sta per iniziare il suo secondo processo, escogita un piano per evadere. In aula, il pm vuole rivelare alla giuria l'esistenza della task force. Per impedirlo, Red si dichiara colpevole. Di seguito mette in atto il suo piano di fuga, che però viene compromesso dall'arrivo al carcere di Liz, che, sconvolta dalla sua dichiarazione di colpevolezza, vuole parlargli per capire cosa sta macchinando. Il suo arrivo fa scoprire la fuga in atto e così Red viene catturato prima che Dembe riesca a prelevarlo. Intanto la task force, seguendo le tracce di un hacker che ricattava un'azienda produttrice di pacemaker, riesce a catturare il criptobanchiere, che si occupava di riciclare il denaro. Reddington, che dopo la sua dichiarazione e il tentativo di fuga è stato condannato a morte, spiega a Liz che il banchiere ha concluso un affare con un uomo al Cairo che è a conoscenza di informazioni sulla cospirazione. Trovare quest'uomo sembra essere l'unica possibilità di salvezza per Red. 

## Bastien Moreau (nº 20)
- Titolo originale: Bastien Moreau (No. 20)
- Diretto da: Andrew McCarthy
- Scritto da: Jon Bokenkamp e John Eisendrath

### Trama
L'esecuzione di Reddington è imminente. La Task Force si attiva per trovare le prove della cospirazione di cui lui ha parlato, mentre Cooper si reca dal Presidente Diaz cercando di convincerlo a graziare Reddington o almeno a sospendere l'esecuzione, ma senza successo. Bastien Moreau è stato assunto da Anna McMahon, assistente Procuratore Generale degli Stati Uniti e consigliera del Presidente, per uccidere Ava Ziegler, capo dei Servizi Segreti tedeschi. La Task Force riesce a individuare l'obiettivo dopo avere rintracciato il beneficiario del bonifico che era stato fatto dal Criptobanchiere ad un funzionario tedesco che è stato corrotto per favorire la cospirazione. Questo però non basta per salvare Ziegler: Moreau riesce ad ucciderla usando la sostanza creata da Jonathan Nikkila. McMahon, che è in combutta col Presidente, gli comunica il buon esito dell'operazione, ma i due hanno ancora bisogno che Moreau recuperi e faccia sparire dei documenti. Nel frattempo, Aram ha scoperto che Samar vuole incontrare un logopedista; lei allora gli racconta dei suoi problemi di afasia e gli spiega che tutto ciò che può fare è cercare di evitare che la malattia peggiori. Intanto giunge l'ora dell'esecuzione di Reddington: consuma l'ultimo pasto insieme ad Elizabeth, che all'ultimo momento rinuncia a rivelargli di avere scoperto il suo segreto e a chiedergli chi era prima di diventare Reddington. Poi viene portato nella sala dell'esecuzione e inizia la procedura per l'iniezione letale.

## Bastien Moreau (nº 20): conclusione
- Titolo originale: Bastien Moreau: Conclusion (No. 20)
- Diretto da: Christine Gee
- Scritto da: John Eisendrath, Jon Bokenkamp e Lukas Reiter

### Trama
Mentre Reddington sta per essere giustiziato, Cooper torna alla Casa Bianca dopo aver appreso della morte di Ava Ziegler. Ricatta Diaz minacciandolo di rivelare ai tedeschi che gli USA hanno permesso l'omicidio, e il Presidente si convince a sospendere l'esecuzione. A Red vengono concesse 48 ore per trovare l'omicida. All'Ufficio Postale, Reddington ricostruisce gli eventi degli ultimi tempi: l'uomo che aveva contattato nella clinica per malattie mentali era un complice di Moreau, che gli aveva fornito il nome del generale Shiro. Dopo la sua morte, Dembe aveva scoperto prima che questi aveva inviato una fiala a Londra, e poi dei cinque milioni inviati al Criptobanchiere, usati per corrompere il funzionario tedesco e permettere l'omicidio Ziegler. La Task Force identifica Christopher Miles come l'uomo chiave: questi infatti è in possesso del dossier che Diaz e McMahon vogliono fare sparire. Moreau ha rapito l'uomo e lo porta a casa sua per farsi consegnare la chiavetta contenente il dossier; quando l'FBI fa irruzione il Corso uccide Miles e fugge col dossier. Moreau, incaricato da McMahon di uccidere Reddington, lo va a cercare ma Red gli rivela che è stato ingannato: lui pensava di avere ucciso Ziegler per servire la causa di un gruppo nazionalista tedesco, mentre in realtà il complotto di McMahon è contro gli USA. Si reca allora da lei per ucciderla, ma qui arriva anche l'FBI allertata da Reddington; mentre fugge si libera della chiavetta mettendola nello zaino di un bambino, poi viene catturato ma mentre Ressler lo ammanetta viene colpito da due spari che lo uccidono. L'assassino è Milian Sandquist, il capo della sicurezza del Presidente Diaz. L'immunità di Reddington viene infine ripristinata simulando la sua evasione dal carcere. Nel frattempo Samar, che durante l'irruzione a casa di Miles ha accusato un grave disturbo che forse le ha impedito di salvarlo, decide di lasciare la Task Force e lo comunica a Cooper.

## Robert Vesco (nº 9)
- Titolo originale: Robert Vesco (No. 9)
- Diretto da: Adam Weisinger
- Scritto da: Michael Perri

### Trama
Reddington mette la Task Force sulle tracce di Robert Vesco, suo antico mentore che lo aveva truffato e che in seguito aveva simulato la propria morte ma che in realtà si è rifugiato in Nuova Scozia. Quando Ressler e Keen stanno per catturarlo vengono preceduti proprio da Red, che vuole allearsi con lui per recuperare un antico tesoro nascosto in un teatro di New Orleans. Il recupero riuscirà, ma ancora una volta Vesco ingannerà Reddington e sparirà con l'oro ritrovato. Nel frattempo Samar sta lasciando sia l'FBI che il Mossad, ma gli israeliani la sottopongono a un test per verificare che non abbia rivelato informazioni riservate. Durante il test Samar afferma, mentendo, di essere incinta, e questo crea un equivoco con Aram. La donna è convinta che la loro relazione non abbia futuro, ma Aram la convince a cambiare idea.

## The Osterman Umbrella Company (nº 6)
- Titolo originale: The Osterman Umbrella Company (No. 6)
- Diretto da: Bill Roe
- Scritto da: Sean Hennen

### Trama
The Osterman Umbrella Company è un'agenzia privata utilizzata dalle agenzie di spionaggio per eliminare i propri ex agenti. Reddington mette la Task Force sulle sue tracce dopo avere saputo che l'agenzia ha un obiettivo sul suolo degli Stati Uniti. L'obiettivo è Samar, che il Mossad vuole eliminare perché Aram li ha informati della sua malattia, credendo di proteggerla ma in realtà instillando in loro il timore che un peggioramento possa renderla non più in grado di mantenere i suoi segreti. Samar riesce miracolosamente a scampare ad un primo agguato, dopodiché è costretta a fuggire per far perdere le proprie tracce. In un primo momento sembra acconsentire a che Aram fugga con lei, ma in realtà, con l'aiuto di Reddington, decide di sparire da sola, lasciando Aram arrabbiato e distrutto.

## Olivia Olson (nº 115)
- Titolo originale: Olivia Olson (No. 115)
- Diretto da: Stephanie Marquardt
- Scritto da: Lukas Reiter

### Trama
Reddington indica alla Task Force il nome di Olivia Olson, specializzata nell'aiutare sia gruppi criminali che imprese legali ad allargare la propria attività a danno di altri. Reddington sostiene che Olson collabori con Anna McMahon e che abbia un appuntamento con un cliente; in realtà è lui stesso a presentarsi all'appuntamento, sotto gli occhi sorpresi dell'FBI. Red dichiara ad Olson la sua ostilità e le rivela di sapere della collaborazione con McMahon, allo scopo di indurre quest'ultima a commettere passi falsi. Olson guida un sabotaggio ai danni di un'impresa di costruzioni, sul quale la Task Force interviene in extremis limitando le perdite anche se ci sono delle vittime. Il suo collaboratore viene arrestato ma lei rimane in fuga. Nel frattempo Aram si impossessa di 60 milioni appartenenti a Red per convincerlo a portarlo da Samar; all'ultimo momento però rinuncia a vederla, avendo capito che la metterebbe in pericolo.

## Lady Luck (nº 69)
- Titolo originale: Lady Luck (No. 69)
- Diretto da: Bill Roe
- Scritto da: T Cooper e Allison Glock-Cooper

### Trama
Reddington mette la Task force sulle tracce di Lady Fortuna, una donna che contatta giocatori d'azzardo pieni di debiti offrendo loro di estinguerli in cambio di un omicidio: ciascuno di loro deve uccidere il precedente, e quindi diventerà la vittima successiva. Red intuisce che Henry Morris, uno dei suoi uomini, è stato contattato dalla donna, e cerca di evitare che finisca ucciso. L'FBI riesce infatti appena in tempo a sventare il suo omicidio per ottenere da lui informazioni sul Terzo Stato, un'organizzazione di cui Anna McMahon ha trattenuto il file ritrovato nell'archivio di Olivia Olson. Lady Fortuna si dedicava a questa "missione" per evitare che i giocatori rovinassero le loro famiglie, e lo faceva sfruttando una vincita alla lotteria del marito che però aveva provocato la morte del suo primogenito. Dopo il suo arresto, sua figlia decide di proseguire la sua attività. Intanto Reddington sta facendo pulizia fra i suoi collaboratori per punire chi ha approfittato del suo periodo in carcere per fare affari alle sue spalle; questo lo porta fra l'altro ad eliminare Smokey Putnum. Red è deciso a scoprire chi lo ha tradito con la soffiata e questo mette in difficoltà Dembe che sta coprendo Liz. Nel frattempo Ressler indaga per cercare di rintracciare Katarina Rostova nell'ipotesi che sia ancora viva; sembra riuscire ad identificare l'anziana madre ma tiene Elizabeth all'oscuro di tutto.

## Il terzo stato (nº 136)
- Titolo originale: The Third Estate (No. 136)
- Diretto da: Andrew McCarthy
- Scritto da: Katie Bockes

### Trama
Il Terzo Stato è un'organizzazione che rapisce i figli di persone ricchissime e pretende enormi riscatti per la loro liberazione. Quando i genitori dell'ultimo rapito rifiutano di pagare e si rivolgono alla Polizia, la Task Force che era già in allerta su di loro interviene, ma deve assistere all'omicidio del ragazzo in diretta video. Dopo un nuovo rapimento il gruppo viene localizzato e circondato, ma prende in ostaggio Aram che cercava di introdursi nel loro sistema di videosorveglianza. Aram scopre così che gli ultimi due rapiti (incluso quello che si credeva morto) sono in realtà appartenenti al gruppo. A seguito dell'irruzione dell'FBI il gruppo viene sgominato e l'ultimo finto rapito rimane ucciso. Non si trova però la connessione con Anna McMahon: la donna infatti aveva trattenuto il loro file solo per depistare la Task Force. Nel frattempo Ressler va a cercare la madre di Katarina Rostova, che però è deceduta da tempo; riesce a parlare col suo vedovo, il quale lo indirizza ad una casella postale dalla quale risale ad una foto di Dominic Wilkinson, il padre di Katarina. Dembe invece è sempre più preoccupato di come Reddington cerca il colpevole del suo tradimento, e dice a Liz che dovrà confessarglielo o altrimenti lo farà lui.

## Il killer del Brockton College (nº 92)
- Titolo originale: The Brockton College Killer (No. 92)
- Diretto da: Lisa Robinson
- Scritto da: Sam Christopher

### Trama
In un drammatico confronto, Elizabeth confessa a Reddington di essere l'autrice della soffiata che lo ha mandato in carcere. Questo provoca la sua ira nei confronti di lei e di Dembe che l'aveva coperta. Red mette anche la Task Force sulle tracce del killer del Brockton College: Tobias Carlyle è in carcere da sei anni per avere ucciso tre ragazze, ma quando una quarta viene uccisa con le stesse modalità, Reddington suppone che il nuovo assassino sia complice di Carlyle e agisca per scagionarlo. Kimberly Owens è una ragazza che sostiene da tempo attraverso un podcast l'innocenza di Tobias e punta i sospetti su Adrian McCaffrey, professore nello stesso college; quando una quinta ragazza viene ritrovata chiusa in un congelatore in una proprietà di McCaffrey, questi appare come il colpevole e Carlyle viene scarcerato. In realtà la colpevole di tutti i delitti è Kimberly, da sempre invaghita di Tobias; quando il ragazzo lo scopre lei cerca di uccidere anche lui ma la Task Force riesce ad intervenire in tempo. Intanto Reddington si è rifugiato da Dominic Wilkinson a riflettere sui suoi rapporti con Liz e Dembe, non sapendo come comportarsi soprattutto con l'uomo. Alla fine il vecchio lo indurrà a perdonarlo, ma è proprio Dembe che invece decide di abbandonare Red. Nel frattempo Ressler, che sta cercando di identificare Wilkinson dalla foto, si rende conto di essere tenuto sotto controllo da agenti russi, che finiscono per svelargli che l'uomo è il padre di Katarina Rostova. Quando Ressler mostra la foto a Elizabeth, lei riconosce l'uomo che aveva incontrato come Oleander. Quindi si presenta da lui come sua nipote.

## Rassvet
- Titolo originale: Rassvet
- Diretto da: John Terlesky
- Scritto da: Sean Hennen

### Trama
Dominic racconta a Elizabeth di quando sua madre, creduta morta suicida in mare dopo la morte del vero Reddington, in realtà si salvò e rimase nascosta in un centro di assistenza fino a quando il KGB non si mise sulle sue tracce dandole la caccia; a quel punto ella si ricongiunse col suo amico di infanzia Ilya Koslov; questi decise poi, in accordo con Katarina, di sostituirsi a Raymond Reddington per avere accesso alle forti somme che Katarina aveva usato per incastrarlo. Questa è quindi la vera identità dell'uomo che si fa chiamare Raymond Reddington, mentre di Katarina, Wilkinson sostiene di non avere notizie da 28 anni.
Reddington/Koslov, dopo avere saputo delle rivelazioni che Dominic ha fatto a Liz, si mostra molto contrariato e pretende di sapere da lui con esattezza tutto ciò che le ha raccontato.

## Guillermo Rizal (nº 128)
- Titolo originale: Guillermo Rizal (No. 128)
- Diretto da: Cort Hessler
- Scritto da: Noah Schechter

### Trama
Elizabeth vorrebbe riconciliarsi con Red, che si mostra molto freddo all'idea; intanto indica comunque alla Task Force un caso di rapimenti di bambini che risultano essere, a due o tre alla volta, gemelli e figli di genitori che erano ricorsi alla fecondazione in vitro. Miles Gordon, l'uomo sospettato di uno dei rapimenti, è stato fotografato insieme ad Anna McMahon. Viene catturato e indotto a rivelare il nome di chi gli ha commissionato i rapimenti dei bambini: si tratta di Guillermo Rizal, lo scienziato che era dietro alle nascite di tutti quei bambini e di cui, ad alcuni, aveva manipolato il DNA sostenendo che fosse un passo fondamentale nell'evoluzione umana per poter sopravvivere in futuro consumando meno risorse. Reddington costringe Gordon anche a rivelargli la natura dei suoi rapporti con McMahon: lo ha ingaggiato per ritrovare la chiavetta col dossier che Bastien Moreau aveva gettato nello zaino di un bambino.

## Anna McMahon (nº 60)
- Titolo originale: Anna McMahon (No. 60)
- Diretto da: Michael Caracciolo
- Scritto da: Taylor Martin e Kelli Johnson

### Trama
La Task Force è in lotta contro il tempo per ritrovare il dossier prima dei Servizi Segreti che sono al servizio di McMahon. Il padre del ragazzo che si era ritrovato la chiavetta nello zaino la fa decifrare da un amico informatico e scopre così il complotto che sembra avere come obiettivo l'assassinio del Presidente Diaz. Dopo un conflitto a fuoco coi Servizi Segreti l'FBI riesce ad entrare in possesso del dossier: Cooper si sente in dovere di avvertire il Presidente che la sua vita è in pericolo, ma all'ultimo momento si convince che il Presidente stesso è parte del complotto e abbandona la Casa Bianca. Anna McMahon fa irruzione all'Ufficio Postale con la Homeland Security e arresta l'intera Task Force accusandola del complotto; solo Elizabeth, pur trovandosi nell'edificio, riesce a sfuggire all'arresto.

## Robert Diaz (nº 15)
- Titolo originale: Robert Diaz (No. 15)
- Diretto da: Bill Roe
- Scritto da: Jon Bokenkamp, John Eisendrath e Lukas Reiter

### Trama
Con l'aiuto di Reddington Elizabeth riesce a far fuggire i compagni. La Task Force si infiltra in un dibattito presidenziale per cercare di fermare l'assassinio del Presidente, ma Milian Sandquist fa in tempo a sparare e colpire la First Lady. Elizabeth, Ressler e Aram vengono arrestati e stanno per essere uccisi dai Servizi Segreti quando Reddington assalta l'auto che li trasportava e si scatena un nuovo conflitto a fuoco nel quale Sandquist e i suoi uomini vengono uccisi; all'ultimo momento ricompare anche Dembe che uccide Anna McMahon. Ressler realizza che la moglie di Diaz, e non il Presidente, era il vero obiettivo dell'attentato; in ospedale la donna rivela a Cooper e a Reddington che anni prima il marito, guidando ubriaco, aveva provocato la morte di una donna e del figlio, e che lei da tempo lo pressava perché ammettesse pubblicamente l'accaduto. Nel frattempo, mentre Liz riaccoglie Agnes a casa, Reddington ha saputo da un conoscente che Katarina Rostova si trova a Parigi. Preoccupato che i russi le diano la caccia, si reca in Francia per avvertirla, ma lei lo rapisce.